# چنگان
چنگان، روستایی از توابع بخش مرکزی شهرستان اصفهان در استان اصفهان ایران است.امامزاده ی معروف آن، امام زاده مختار است. نام خانوادگی با اصالت چنگانی از این محل نشئت گرفته است.که جزو مردمان اعیان آن محل بوده اند. 

## جمعیت
این محله در شهر اصفهان قرار دارد و براساس سرشماری مرکز آمار ایران در سال ۱۳۸۵، جمعیت ۵۸۵۶ نفر (۴۱۰۰خانوار) بوده‌است.